# Тикур
Тику́р (фр. Thicourt) — коммуна во французском департаменте Мозель региона Лотарингия. Относится к кантону Фолькемон.

## Географическое положение
Тикур расположен в 32 км к северо-востоку от Меца. Соседние коммуны: Менвиллер на севере, Аделанж на северо-востоке, Эншвиль и Виллер на востоке, Ландроф и Сюис на юго-востоке, Тонвиль и Брюланж на юге, Арренкур на юго-западе, Мани на северо-западе.

## История
- Коммуна бывшего герцогства Лотарингия.
- В 1093 году здесь был основан приорат Клюни, просуществовавший до 1602 года.
- Замок Тикур (упомянут в 1206 году) принадлежал графам де Дабо, Варсбер и Фенетранж.
- Новый замок был построен маркизом де Авре в конце XVI века, сгорел в 1635 году.
- В 1950-е годы в Тикуре благодаря особому расположению коммуны была возведена военная радиостанция. Закрыта в 1966 году.

## Демография
По переписи 2008 года в коммуне проживало 148 человек.

## Достопримечательности
- Следы древнеримского тракта.
- Церковь Сен-Дени, хоры и основание в романском стиле XII века, неф XVIII века, восстановлена в 1950 году. Памятник истории.